# Colonia Barón
Colonia Barón es una localidad del departamento Quemú Quemú, ubicada al noreste de la provincia de La Pampa, Argentina. La jurisdicción del municipio se extiende también sobre la localidad de Colonia San José y sobre una zona rural del departamento Conhelo. Colonia Barón debe su nombre al estanciero francés Wilfrid Barón, padre del escritor y político Raúl Barón Biza.

## Distancias
Dista 80 km de Santa Rosa -capital pampeana- y 580 km de la ciudad de Buenos Aires. Por vía terrestre está comunicada con el resto del país por la ruta provincial 10, que empalma con las Nacionales RN 5 y RN 188, y por el ferrocarril con la estación Once terminal de pasajeros y el puerto de Bahía Blanca.

## Población
Contó con 2804 habitantes (Indec, 2010), lo que representó un descenso del 8% frente a los 3054 habitantes (Indec, 2001) del censo anterior.
El censo nacional 2022 arrojó 2756 habitantes y 1340 viviendas.
| Gráfica de evolución demográfica de Colonia Barón entre 1991 y 2022 |
|                                                                     |
| Fuente: Censos nacionales del INDEC                                 |

## Clima
Localidad ubicada al oeste de la llamada Pampa Húmeda Argentina, posee un clima con dos regímenes de lluvias: 

### Hemiciclo húmedo
Durante este periodo (1973 a ¿2020?) llueve en promedio anualmente más de 200 mm que durante el Hemiciclo Seco (corrimiento de las isohietas). Permite mantener la humedad en el suelo arenoso y rico en humus y minerales, lo que posibilita desarrollar una intensa actividad agrícola-ganadera, base de la economía en estos lugares; que se desarrolló entre 1870 y 1920

### Hemiciclo seco
Transcurrió entre 1920 y 1970, corriendo las isohietas más secas al este, unos 300 km, provocando desastres sociales y económicos de grave envergadura, con lamentadas migraciones masivas de pueblos. Actualmente se ha vuelto al Húmedo, desconociéndose a ciencia cierta su terminación (probablemente hacia 2020, con las consecuencias que la tecnología agropecuaria intentará remediar.

## Historia
Fue fundada el 21 de marzo de 1915.
El origen de esta población fue en circunstancias comunes al surgimiento de muchos pueblos. "El inmenso desierto (sic) -dice- se fue fraccionando. Grandes estancias, pintorescas colonias, pequeñas chacras, un ´boliche´, un caserío, el ferrocarril, fueron en ese orden las distintas etapas que concibieron y engendraron una localidad". 
Un gran fomento fue el paso del "Ferrocarril Oeste", el actual Ferrocarril Sarmiento, inaugurado el 1 de enero de 1915.

## Economía
La existencia de agua pura y a poca profundidad, fue motivo convocante y en determinado momento de las circunstancias maduraron como para crear un centro urbano. En forma paulatina aparecieron ranchos de adobe y chapa, pero también empezó a florecen la economía agropecuaria, favorecidas por las cualidades del suelo. La misma fuente recuerda "...la primitiva económica basada en la venta de lanas, cueros, plumas y algún cereal". 

## Educación
Cuenta en la actualidad con dos escuelas primarias, la Escuela N.º 13 "Bartolomé Mitre" y la escuela N.º 238 "Maestros Pampeanos". 
Cuenta con un colegio secundario, el Instituto José Hernández. 
Posee además un instituto terciario de formación docente.

## Colonia San José
- Población: 32 habitantes

Colonia San José está situada a 8 km de Colonia Barón. Es una antigua colonia fundada por alemanes del Volga, antaño esplendorosa y pujante, hoy prácticamente despoblada. En la actualidad, sus habitantes intentan desligarse políticamente de Colonia Barón y así tener autonomía propia con su Comisión de Fomento. La iglesia de esta colonia fue declarada Monumento Histórico Provincial.

## Parroquias de la Iglesia católica en Colonia Barón
| Diócesis  | Santa Rosa en Argentina   |
| --------- | ------------------------- |
| Parroquia | San Juan Bosco y San José |